# Anna Bolena
Anna Bolena este o operă tragică în două acte. Muzica a fost compusă de Gaetano Donizetti pe un libret de Felice Romani după drama scriitorului venețian Alessandro Peppoli intitulată Anna Bolena, în care se face referire la viața reginei Angliei (a doua soție a lui Henric al VIII-lea), Anne Boleyn.
Premiera a avut loc pe scena teatrului Carcano din Milano la 26 decembrie 1830.

## Personajele
- Jane Seymour (mezzosoprana) - doamna de onoare a reginei.
- Anna Bolena (soprana) - Anne Boleyn, regina Angliei.
- Enrico (bas) - Henry al VIII-lea, regele Angliei.
- Lord Rochefort (bas-bariton) - fratele reginei.
- Riccardo (tenor) - Lord Richard, Percy.
- Sir Hervey(tenor) - nobil de la curte.
- Mark Smeaton (mezzosoprana) - pajul curții, muzician.